# Pierre Boël
Pierre Dominque Boël, né le 4 juillet 1911 à Croix et mort le 25 mai 1968 à Clermont-Ferrand, est un joueur français de basket-ball.

## Palmarès
- 3e du championnat d'Europe 1937